# Verbandsgemeinde Glan-Münchweiler
La comunità amministrativa di Glan-Münchweiler (Verbandsgemeinde Glan-Münchweiler) era una comunità amministrativa della Renania-Palatinato, in Germania.
Faceva parte del circondario di Kusel.
A partire dal 1º gennaio 2017 è stata unita alle comunità amministrative di Schönenberg-Kübelberg e Waldmohr per costituire la nuova comunità amministrativa Oberes Glantal.

## Suddivisione
Comprendeva 13 comuni:
1. Börsborn
2. Glan-Münchweiler
3. Henschtal
4. Herschweiler-Pettersheim
5. Hüffler
6. Krottelbach
7. Langenbach
8. Matzenbach
9. Nanzdietschweiler
10. Quirnbach/ Pfalz
11. Rehweiler
12. Steinbach am Glan
13. Wahnwegen

Il capoluogo era Glan-Münchweiler.